# HMS Echo (H87)
HMS Echo (H87) — багатофункціональне гідрографічне судно на службі ВМС Великої Британії. Збудоване у 2002 році. Одне з двох суден класу «Екоу» (2002) (інше — HMS Enterprise (H88)). Це перші кораблі британського флоту, оснащені азимутальними двигунами, що надають їм надзвичайно точну керованість та маневреність на низьких швидкостях аж до самостійного швартування без залучення буксирів. Також завдяки цим двигунам та носовому підрулювальному пристрою кораблі можуть довго перебувати на одній точці попри течію і вітер.

## Призначення
Гідрографічні судна класу Ехо призначені для проведення обстежувальних операцій на підтримку підводних човнів та наземних операцій морського десанту. Судно здатне забезпечити в реальному часі інформацію про навколишнє середовище, а також може виконувати завдання в антидиверсійній обороні та пошуку мін.

## Історія
Судно спустили на воду 2 березня 2002 року. Хрещеною матір'ю судна стала леді Хеддз, дружина віце-адмірала Пола Годдакса. HMS Echo (H87) прийняте на службу 4 жовтня 2002 року та офіційно введене в дію 7 березня 2003 року.
У 2004—2005 роках судно вело гідрографічні спостереження у Перській затоці. Протягом наступних 5 років воно виконувало різні місії в Тихому океані. Судно здійснило дипломатичні візити у Гонконг, Південну Корею, Сінгапур, Бангладеш, Бруней, Малайзію, Індонезію.
У лютому 2012 року Echo відвідав Сейшели, де брав участь у тренінгу з боротьби з піратством разом з береговою охороною Сейшельських островів. Візит включав зупинку у столиці країни Вікторії. 16 серпня 2012 року корабель повернувся в Девонпорт.
У липні 2013 року Echo був у центрі Середземного моря, який вивчав підходи до портів Триполі та Хомс у Лівії. Воно шукало затонулі судна, які можуть бути небезпечними для судноплавства. Протягом десяти днів HMS Echo (H87) знайшло уламки одного лайнера, двох торгових кораблів, одного десантного судна, двох риболовних суден, двох барж і двох великих затонулих понтонів. Також знайдено з десяток втрачених вантажних контейнерів.
У 2014 році судно було залучене до пошуків зниклого літака рейсу 370 Malaysia Airlines у Південно-Китайському морі. На початку 2016 року патрулювало британські територіальні води. 4 листопада 2016 року HMS Echo (H87) отримало завдання патрулювати Середземне море у пошуках емігрантів з Африки.
21 листопада 2018 року Міністр оборони Великої Британії Гевін Вільямсон заявив, що HMS Echo буде розміщуватися на Чорному морі протягом 2019 року для забезпечення свободи судноплавства та підтримки України. 19 грудня судно пришвартувалося у порту Одеси.